# Дай Нихон си
«История великой Японии» (яп. 大日本史, Дай Нихон си) — сводный исторический труд школы Мито, охватывающий историю Японии от мифического императора Дзимму (660 год до н. э.) до сотого императора Го-Комацу (изложение оканчивается 1392 годом). Проект написания истории Японии, отвечающий высшим конфуцианским историографическим стандартам, был начат в 1687 году Токугава Мицукуни, в нём было задействовано около 130 ведущих японских учёных того времени. Свод был написан на японизированном китайском языке камбун. Название труду было присвоено в 1715 году наследником Токугава Цунаэда, который написал предисловие. К тому времени были полностью готовы разделы «Основных анналов» и «Биографий». В 1799 году был издан манифест о печатании труда к столетию инициатора его составления Токугава Мицукуни, однако докончить компилирование таблиц не удавалось до 1809 года. 26 отпечатанных пробных книжек были представлены бакуфу и императорскому двору. После реставрации Мэйдзи труд оказался актуальным, однако в очередной раз затянулось составление раздела «Трактатов». Лишь попечением реабилитированных потомков рода Токугава и усилиями редактора Курита Хироси, который завершил «Трактаты», полный текст был опубликован в 1906 году, через 249 лет после основания историографического бюро клана Мито.
Идеологической основой книги являлась концепция божественности императорской власти, что сделало свод актуальным в эпоху Мэйдзи. Структурно он отвечал континентальному жанру образцовой истории, включая 397 свитков-глав (卷 кан), сгруппированных по четырём разделам: «основные анналы» (本紀 хонки, 73 свитка), «жизнеописания» (列伝 рэцудэн, 170 свитков), «трактаты» (志 си, 126 свитков), «таблицы» (表 хиё, 28 свитков), не считая пяти свитков оглавления. Согласно Я. Б. Радуль-Затуловскому, Токугава Мицукуни в методологии руководствовался исключительно принципами «Чунь-цю»: иными словами, положительно отзываться о лояльных князьях и сановниках, и осуждать нелояльных. В разделе биографий приведены жизнеописания императоров, императриц, сановников и князей. В разделе «Трактаты» приведены списки действующих синтоистских богов, генеалогии родов, списки занимавших те или иные должности и носителей титулов . Исторические материалы, включённые в свод, подвергались фальсификации. Полулегендарная императрица Дзингу была включена в историческую последовательность, равно при разделении Северного и Южного дворов приоритет отдавался Южному; принц Отомо был включён в хронику как законный император.
Китайский учёный Син Юнфэн отметил, что несмотря на масштабный характер труда, и восточной, и в западной историографии представлено очень мало исследований «Дай Нихон си».